# Dyniska Nowe
Dyniska Nowe – osada w Polsce położona w województwie lubelskim, w powiecie tomaszowskim, w gminie Lubycza Królewska.
W latach 1975–1998 miejscowość administracyjnie należała do województwa zamojskiego.
Osada jest sołectwem w gminie Lubycza Królewska. Według Narodowego Spisu Powszechnego z roku 2011 osada liczyła 155 mieszkańców.
Wierni Kościoła rzymskokatolickiego należą do parafii św. Antoniego w Dyniskach.